# بيرتيفيل (كيبك)
بيرتيفيل (بالإنجليزية: Berthierville)‏ هي بلدية محلية في كيبيك تقع في كندا في D'Autray Regional County Municipality. يقدر عدد سكانها بـ 4,091 نسمة ومساحتها 7.20 كم2 .

## أعلام
- لويس أوقستي أوليفييه
- جيل فيلنوف